# Brecha (tjednik)
Brecha urugvajski je politički tjednik utemeljen 1985. godine. Politički je sklon neovisnoj ljevici. Izlazi u tabloidnom obliku s mnoštvom slika, a tekstovi su pisani isključivo na španjolskom jeziku.
Novine je 1985. osnovao urugvajski novinar Hugo Alfaro, pod utjecajem odvjetnika i političara Carlosa Quijana, koji je 1984. umro u progonstvu.
Nakon njegove smrti, novine su nastale širiti stavove neovisne ljevice.
Danas je Brecha, zajedno s drugim tjednikom Búsqueda, jedan od najutjecajinih tiskovina u cijelom Urugvaju, pa i šire.

## Vanjske poveznice
- Službeno mrežno izdanje tjednika